# Cheba Zahouania
Cheba Zahouania (tiếng Ả Rập: الشابة الزهوانية) (Cũng đánh vần Chaba), sinh Halima MAZZI (tiếng Ả Rập: حليمة مازي) (sinh ngày 15 tháng 5 năm 1959) là một ca sĩ người Algérie/ Ma-rốc nổi tiếng với âm nhạc raï. Cô đã sống ở Pháp kể từ khi bạn nhảy của cô, Cheb Hasni, bị sát hại vào năm 1994.

## Tiểu sử
Halima Mazzi sinh ra ở Oran, Algérie, vào năm 1959. Dưới cái tên Chaba Zahouania, cô đã trở thành một ca sĩ nổi tiếng của raï, một phong cách âm nhạc dân gian lai. Năm 1986, năm năm sau khi bắt đầu sự nghiệp, cô đã được công nhận với màn trình diễn "Khâli ya khâli" (My uncle, oh, my uncle) với Cheb Hamid.
Trong mùa hè năm 1987, Zahouania đã ghi lại "Beraka" ("The Shack"), với Cheb Hasni, được coi là khiêu khích theo tiêu chuẩn Algérie, khiến họ chú ý. Thành công của bài hát đã khiến Hasni trở nên nổi tiếng và thêm vào danh tiếng của Zahouania, mặc dù bài hát vẫn còn gây tranh cãi với các nhà phê bình và các nhà cơ bản Hồi giáo, những người đã lo ngại về sự phổ biến của thể loại raï.
Hasni bị sát hại ở Oran vào ngày 29 tháng 9 năm 1994. Zahouania rời Algérie và đến sống ở Pháp. Cô đã có thể trở lại vào năm 1999 và thu âm ở Algérie, bao gồm một bản song ca với Cheb Abdou. Năm 2006, cô bắt đầu hát về các chủ đề tôn giáo sau khi được mời đến Mecca trong chuyến hành hương đầu tiên của mình bởi Tổng thống Abdelaziz Bouteflika. Mặc dù cô không thích chính trị, cô đã tham gia với các ca sĩ nổi tiếng khác để thành lập một ủy ban hỗ trợ cho Abdelaziz Bouteflika vào năm 2009.

## Đĩa hát chọn lọc
- H Bibi Darha Biya (2003)
- El baraka (2002)
- Zahouania (2001)
- Samahni ya zine (2000)
- Rhythm n Raï (1997)
- Formule Raï (1995)
- Đêm không ngủ (1988) [1]
- Rachid System với. Rim'K
- Wourini Win Rak Tergoud
- Mazelt
- Ya Lala Torkia
- Amitiés Sacrée kết hợp với TLF
- La Route du Soleil kết hợp với Rim'K